# مارگاریت گریگوریان
مارگاریت (ا) سرگئی گریگوریان (ارمنی: Մարգարիտ(ա) Սերգեյի Գրիգորյան؛  زادهٔ ۱۲ ژوئن ۱۹۱۳ - درگذشته ۱۷ مارس ۲۰۱۴) فیزیولوژیست و آسیب‌شناس اهل ارمنستان بود.

## زندگی‌نامه
وی در ۲۵ ژوئن [سبک قدیمی: ۱۲ ژوئن] ۱۹۱۳ در اوست-لابینسک به دنیا آمد و از انستیتو دام‌پروری و دام‌پزشکی ایروان (۱۹۳۵) فارغ‌التحصیل گشت. وی عضو فرهنگستان ملی علوم ارمنستان بود. همچنین برندهٔ جوایزی همچون دانشمند شایسته ارمنستان شوروی (۱۹۶۴) و نشان آنانیا شیراکاتسی (۲۰۰۰) شده است.

## یادداشت
1. ↑  անասնաբուժական գիտությունների դոկտոր